# 宇佐市立安心院小学校
宇佐市立安心院小学校（うさしりつ あじむしょうがっこう）は、大分県宇佐市安心院町木裳にある公立小学校。

## 沿革
- 1872年（明治5年） - 下市、飯田、荘の三校創設
- 1881年（明治14年） - 大字木裳に一大校舎建設
- 1882年（明治15年） - 一本校二分教場（南毛、飯田）設置
- 1890年（明治23年） - 安心院尋常小学校(四年制)となる
- 1902年（明治35年） - 幼稚園設置。本校6学級編制となる
- 1907年（明治40年） - 小学校6年制となる。高等科併設
- 1917年（大正6年） - 補修科併設
- 1941年（昭和16年）4月 - 安心院国民学校となる
- 1947年（昭和22年）4月 - 安心院町立安心院小学校となる
- 1951年（昭和26年）4月 - 町村合併により大字宮下、竜王、大仏を校区に編入
- 1957年（昭和32年） - 幼稚園舎竣工
- 2002年（平成14年）4月 - 市町村合併により宇佐市立安心院小学校となる

## 通学区域
- 木裳、新原、飯田、原、下毛、折敷田、上市、古市、妻垣、荘、上荘、戸方、上ノ原、龍王、大仏、辻、恒松、田ノ口、矢崎（上新原に限る。）、久井田（上新原に限る。）、上安佐津（口ノ坪及び楢本に限る。）、下安佐津（口ノ坪に限る。）、野山（調整区域）[1]

## 進学先中学校
- 宇佐市立安心院中学校

## 交通アクセス
- 九州旅客鉄道（JR九州）日豊本線 亀川駅前より
  - 大交北部バス安心院行き「安心院農協前」バス停下車徒歩340m。

## 学校周辺
- 宇佐市民図書館分館
- 大分県立安心院高等学校